# Сингер Билдинг
Сингер Билдинг (на английски: Singer Building) е небостъргач, намирал се на улица „Либърти“ и булевалд „Бродуей“ в Манхатън, Ню Йорк, САЩ. Построен е през 1908 година за централа на Сингер Корпорейшън.
Проектирана е от архитекта Ернест Флаг, а след построяването му, компанията я увековечава в рисунка на гърба на своите машини. Архитектът е привърженик на ограниченията за височините и ограниченото райониране. 12-етажната основа на сградата е обширна, докато продължаващата нагоре кула е тясна.
Сградата е с височина 186,5 метра, което я е правело най-високата сграда в света. Изместена е от 1-вото място през 1909 година от кулата на застрахователната компания Метрополитан Лайф на Медисън Авеню („Мет Лайф Тауър“).
Разрушена е през 1968 година като морално остаряла след обявяването ѝ за нефункционална[ неясно? ] и също така за да се построи сградата Уан Либърти Плаза.
Днес на това място е площад Либърти. Сградата остава най-високата законно разрушена в света.